# NCIS: 하와이
《NCIS: 하와이》(영어: NCIS: Hawaiʻi)는 2021년부터 2024년까지 CBS에서 방영된 드라마로, NCIS의 파생작이다.